# Чемпіонат світу з шосейно-кільцевих мотоперегонів 1952
Чемпіонат світу з шосейно-кільцевих мотоперегонів сезону 1952 року — 4-ий сезон змагань з шосейно-кільцевих мотоперегонів серії MotoGP, що проводився під егідою Міжнародної мотоциклетної федерації (FIM). Змагання відбувались у 5 класах: 500cc, 350cc, 250cc, 125cc та 500cc на мотоциклах з колясками. Почався сезон 18 травня з Гран-Прі Швейцарії, завершився 5 жовтня гонкою Гран-Прі Іспанії.
| Номінація | 500cc           | 500cc     | 350cc         | 350cc     | 250cc           | 250cc      | 125cc          | 125cc     | 500cc з колясками        | 500cc з колясками |
| Номінація | Гонщик          | Виробник  | Гонщик        | Виробник  | Гонщик          | Виробник   | Гонщик         | Виробник  | Гонщик                   | Виробник          |
| --------- | --------------- | --------- | ------------- | --------- | --------------- | ---------- | -------------- | --------- | ------------------------ | ----------------- |
| І місце   | Умберто Мазетті | Gilera    | Джеф Дюк      | Norton    | Е.Лоренцетті    | Moto Guzzi | Сесіл Сендфорд | MV Agusta | С.Сміт/Б.Клементс—Л.Натт | Norton            |
| ІІ місце  | Леслі Грем      | Norton    | Рег Армстронг | AJS       | Фергус Андерсон | Velocette  | Карло Уббіалі  | Mondial   | А.Мілані/Дж.Піццокрі     | Gilera            |
| ІІІ місце | Рег Армстронг   | MV Agusta | Рей Амм       | Velocette | Леслі Грем      | DKW        | Еміліо Мендоні | Morini    | Е.Мерло/Д.Магрі          | BMW               |

## Етапи Гран-Прі
У порівнянні з попереднім сезоном кількість Гран-Прі залишилась незмінною — 8, лише Гран-Прі Франції було замінене на Гран-Прі Німеччини. Всі гонки відбувались у Європі.
| Раунд | Дата       | Гран-Прі              | Автомотодром                     | Переможці      | Переможці         | Переможці     | Переможці        | Переможці         | Звіт |
| Раунд | Дата       | Гран-Прі              | Автомотодром                     | 125cc          | 250cc             | 350cc         | 500cc            | 500cc з колясками | Звіт |
| ----- | ---------- | --------------------- | -------------------------------- | -------------- | ----------------- | ------------- | ---------------- | ----------------- | ---- |
| 1     | 18 травня  | Гран-Прі Швейцарії    | Бремгартен, Берн                 |                | Фергус Андерсон   | Джеф Дюк      | Джек Бретт       | Мілані/Піццокрі   | Звіт |
| 2     | 13 червня  | Isle of Man TT1       | Snaefell Mountain Course, Дуглас | Сесіл Сендфорд | Фергус Андерсон   | Джеф Дюк      | Рег Армстронг    |                   | Звіт |
| 3     | 28 червня  | Гран-Прі Нідерландів2 | Ассен, Ассен                     | Сесіл Сендфорд | Енріко Лоренцетті | Джеф Дюк      | Умберто Мазетті  |                   | Звіт |
| 4     | 6 липня    | Гран-Прі Бельгії      | Спа-Франкоршам, Спа              |                |                   | Джеф Дюк      | Умберто Мазетті  | Олівер/Прайс      | Звіт |
| 5     | 20 липня   | Гран-Прі ФРН          | Солітудереннен, Штутгарт         | Вернер Хаас    | Руді Фельгенхеєр  | Рег Армстронг | Рег Армстронг    | Сміт/Клементс     | Звіт |
| 6     | 16 серпня  | Гран-Прі Ольстеру2    | Кладі, Антрім                    | Сесіл Сендфорд | Моріс Канн        | Кен Кавано    | Кромі МакКандлес |                   | Звіт |
| 7     | 14 вересня | Гран-Прі Націй        | Монца, Монца                     | Еміліо Мендоні | Енріко Лоренцетті | Рей Амм       | Леслі Грем       | Мерло/Магрі       | Звіт |
| 8     | 5 жовтня   | Гран-Прі Іспанії      | Монжуїк, Монжуїк                 | Еміліо Мендоні |                   |               | Леслі Грем       | Олівер/Добеллі    | Звіт |

Примітки:
1. ↑  — гонка відбувалася в п'ятницю;
2. ↑  — гонка проходила в суботу.

## Нарахування очок
Система нарахування очок в порівнянні з попереднім сезоном залишилась незмінною: очки нараховувались першим 6 гонщикам. У класах 250cc, 125cc та 500cc з коляскою в загальний залік гонщика враховувались результати найкращих чотирьох гонок (в попередньому сезоні — 3), тоді як у класах 350cc та 500cc зараховувались результати найкращих 5 гонок спортсмена.
| Місце | 1 | 2 | 3 | 4 | 5 | 6 | ≥7 |
| Очки  | 8 | 6 | 4 | 3 | 2 | 1 | 0  |

## 500cc

### Залік гонщиків
| М  | Гонщик            | Мотоцикл        | ШВЦ | МЕН | НІД | БЕЛ | ФРН | ОЛЬ | НАЦ | ІСП | Очки |
| -- | ----------------- | --------------- | --- | --- | --- | --- | --- | --- | --- | --- | ---- |
| 1  | Умберто Мазетті   | Gilera          | Нф  |     | 1   | 1   | Нф  | Нф  | 2   | 2   | 28   |
| 2  | Леслі Грем        | MV Agusta       | Нф  | 2   | 7   | Нф  | 4   | Нф  | 1   | 1   | 25   |
| 3  | Рег Армстронг     | Norton          | Нф  | 1   | 4   | Нф  | 1   | Нф  | 6   | 5   | 22   |
| 4  | Род Коулмен       | AJS             | 5   | 4   | 5   | 5   | Нф  | 2   | Нф  |     | 15   |
| 5  | Джек Бретт        | AJS / Norton    | 1   | Нф  | 9   | 4   | Нф  | 4   | 7   |     | 14   |
| 6  | Кен Кавано        | Norton          |     | 32  | 3   |     | 2   | Нф  |     | 3   | 14   |
| 7  | Джеф Дюк          | Norton          | Нф  | Нф  | 2   | 2   |     |     |     |     | 12   |
| 8  | Нелло Пагані      | Gilera          | 4   |     | 6   | 6   |     |     | 3   | 4   | 12   |
| 9  | Кромі МакКандлесс | Norton / Gilera |     | 6   |     |     |     | 1   |     |     | 9    |
| 10 | Рей Амм           | Norton          | 6   | 3   | Нф  | 3   |     |     | Нф  | 9   | 9    |
| 11 | Карло Бандірола   | MV Agusta       | 3   |     | Нф  | Нф  | Нф  |     | 4   | Нф  | 7    |
| 12 | Білл Доран        | AJS             | 2   |     |     |     |     |     |     |     | 6    |
| 13 | Білл Ломас        | AJS / MV Agusta |     | 5   |     | Нф  | Нф  | 3   | Нф  | Нф  | 6    |
| 14 | Сід Лоутон        | Norton / AJS    | 8   | 12  | Нф  |     | 3   | Нф  |     | 6   | 5    |
| 15 | Август Гоффін     | Norton          |     |     |     | 7   | 5   |     | Нф  | Нф  | 2    |
|    | Петер Картер      | Norton          |     | 10  |     |     |     | 5   |     |     | 2    |
|    | Джузеппе Колнаго  | Gilera          |     |     |     |     |     | 17  | 5   | Нф  | 2    |
| 18 | Ханс Балтісбергер | BMW             |     |     |     |     | 6   |     |     | Нф  | 1    |
|    | Джон Сертіс       | Norton          |     |     |     |     |     | 6   |     |     | 1    |
| М  | Гонщик            | Мотоцикл        | ШВЦ | МЕН | НІД | БЕЛ | ФРН | ОЛЬ | НАЦ | ІСП | Очки |

| Колір      | Результат                           |
| ---------- | ----------------------------------- |
| Золотий    | Переможець                          |
| Срібний    | 2-е місце                           |
| Бронзовий  | 3-є місце                           |
| Зелений    | Фініш в очковій зоні                |
| Синій      | Фініш без очок                      |
| Синій      | Не класифікувався (Нк)              |
| Пурпуровий | Не фінішував (Нф)                   |
| Червоний   | Не кваліфікувався (Нкв)             |
| Червоний   | Попередньо не кваліфікувався (Пнкв) |
| Чорний     | Дискваліфікований (Дскв)            |
| Білий      | Не стартував (Нс)                   |
| Білий      | Знятий (Зн)                         |
| Білий      | Гонка скасована (X)                 |
| Білий      | Не брав участі                      |
| Білий      | Виключений (EX)                     |

Примітка:

Потовщеним шрифтом виділені результати гонщика, який стартував з поулу;

Курсивним шрифтом позначені результати гонщиків, які показали найшвидше коло.

### Залік виробників
У залік виробників враховувався результат одного найкращого гонщика виробника.
| М | Конструктор | ШВЦ | МЕН | НІД | БЕЛ | ФРН | ОЛЬ | НАЦ | ІСП | Очки    |
| - | ----------- | --- | --- | --- | --- | --- | --- | --- | --- | ------- |
| 1 | Gilera      | 4   |     | 1   | 1   | Нф  | 1   | 2   | 2   | 36 (39) |
| 2 | Norton      | 6   | 1   | 2   | 2   | 1   | 5   | 6   | 3   | 32 (36) |
| 3 | MV Agusta   | 3   | 2   | 7   | Нф  | 4   | 3   | 1   | 1   | 30 (33) |
| 4 | AJS         | 1   | 4   | 5   | 4   | 2   |     |     |     | 22      |
| 5 | BMW         |     |     |     |     | 6   |     |     | Нф  | 1       |